# 柯特·卡薩里
柯蒂斯·麥可·卡薩里（英語：Curtis Michael Casali，1988年11月9日—），為美國職棒大聯盟的捕手，目前為自由球員。他在2011年美國職棒大聯盟選秀第10輪被老虎選中，並於2014年登上大聯盟。他先前曾效力於光芒、紅人、巨人與水手等隊。

## 職業生涯

### 底特律老虎

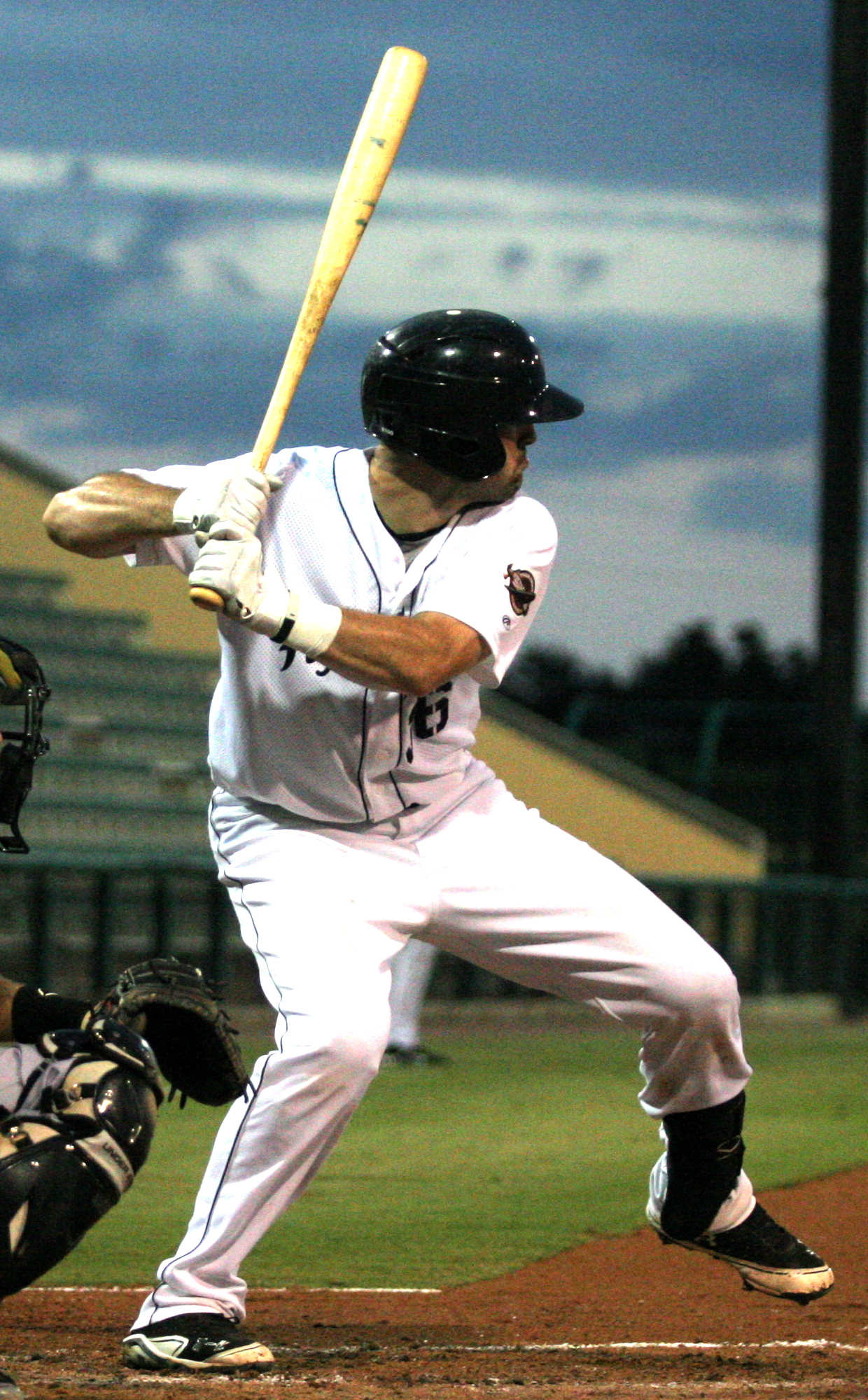
2012年的卡薩里

2011年大聯盟選秀，老虎隊在第10輪選進卡薩里。雖然他在2009年動過湯米約翰手術影響到球隊對他的評價，但守備能力佳仍是他被老虎相中的原因。2011年，他先後待在1A的兩支不同球隊，打擊率分別為2成78和2成27。
2012年，卡薩里升上高階1A。他繳出2成70的打擊率，並敲出9轟與43分打點，幫助球隊拿下20年來首冠。最後他也選為小聯盟全明星。

### 坦帕灣光芒
2013年3月25日，老虎將卡薩里交易到光芒，換來投手Kyle Lobstein。2014年，卡薩里受邀參加大聯盟春訓。他在2A繳出3成14的打擊率，在3A則是2成37的打擊率。
7月18日，卡薩里登上大聯盟。他在首打席就敲出大聯盟首安，最後還成功回壘得分。該年他的打擊率為1成67。

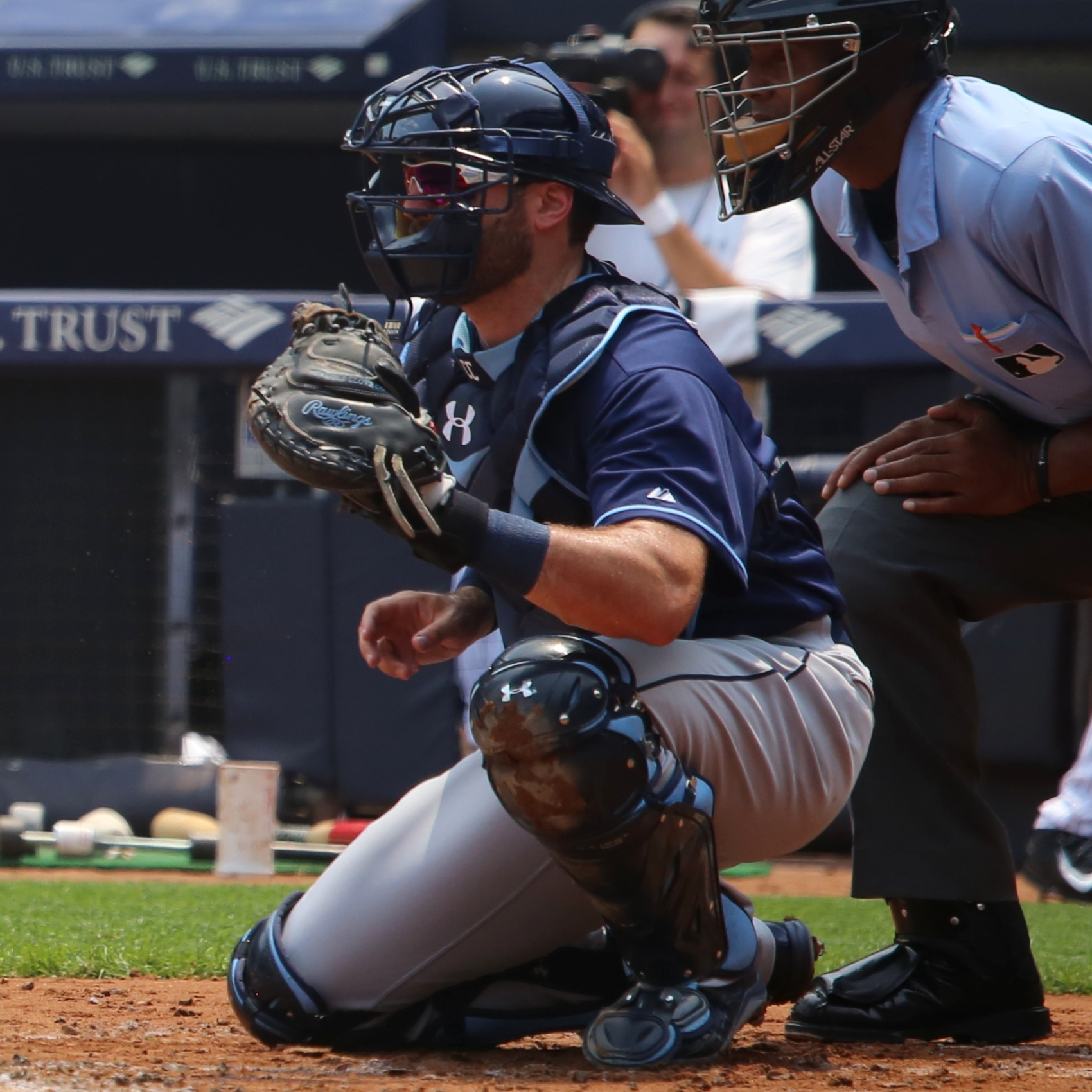
2015年的卡薩里

2015年7月28日，卡薩里生涯首度雙響砲。隔了一天，他又再度敲出雙響砲。這年他的打擊率為2成38，並敲出生涯新高的10轟與18分打點。
2016年，他和漢克·康格開始輪替擔任球隊先發捕手。他的阻殺率高達36%，不過打擊率只有1成69，也因此在季中被下放到3A調整。
2017年，卡薩里幾乎都待在3A，打擊率為2成63。他在大聯盟只有9個打席，敲出1轟。後來他在11月6日成為自由球員。

### 洛杉磯天使
2017年11月28日，卡薩里與天使簽下小聯盟約。他在隔年1月16日被球隊釋出。

### 德州遊騎兵
2018年1月18日，卡薩里與遊騎兵簽下小聯盟約。他在3月21日被球隊釋出。

### 重返坦帕灣
2018年3月21日，卡薩里與光芒簽下小聯盟約。他在3A繳出2成74的打擊率。

### 辛辛那提紅人
2018年5月31日，卡薩里被交易到紅人，光芒獲得現金。他在7月弄傷右膝，並休息了3週。整季他繳出了2成93的打擊率，並敲出4轟與16分打點。
2019年，他的打擊率為2成51，並敲出8轟與32分打點。隔年他的打擊率為2成24，並敲出6轟與8分打點。球季結束後，紅人不與他續約。

### 舊金山巨人
2021年1月4日，卡薩里與巨人簽下一年150萬美元的合約，成為了巴斯特·波西的替補捕手。2021年4月，卡薩里連續接捕5場完封比賽，寫下了現代棒球紀錄。6月17日，他終於敲出生涯首支三壘安打，並在同場比賽敲出球季首轟。
整季他打擊率為2成10，並敲出5轟與26分打點。隔年3月22日，他與球隊簽下260萬美元的合約，避免薪資仲裁。

### 西雅圖水手
2022年8月2日，巨人將卡薩里和馬修·波伊德交易到水手，換來兩名小聯盟球員。

### 重返辛辛那提
2022年12月22日，卡薩里與紅人簽下一年325萬美元的合約。

## 外部連結
- 球員資訊和成績在MLB ，ESPN ，Retrosheet ，Baseball Reference ，Baseball Reference (Minors) ，Fangraphs ，The Baseball Cube （英文）
- 柯特·卡薩里的X（前Twitter）